# Aktedrilus sphaeropenis
Aktedrilus sphaeropenis är en ringmaskart som beskrevs av Erséus och Kossmagk-Stephan 1982. Aktedrilus sphaeropenis ingår i släktet Aktedrilus och familjen glattmaskar. Arten är reproducerande i Sverige. Inga underarter finns listade i Catalogue of Life.